# Верхній Нугуш
Верхній Нугу́ш (рос. Верхний Нугуш, башк. Үрге Нөгөш) — присілок у складі Бурзянського району Башкортостану, Росія. Входить до складу Галіакберовської сільської ради.
Населення — 56 осіб (2010; 51 в 2002).
Національний склад:
- башкири — 100%